# İnönü Spor Kompleksi
El Vodafone Arena (oficialment İnönü Spor Kompleksi) és un estadi situat en el districte de Beşiktaş de la ciutat de Istanbul, Turquia, i és propietat del club esportiu Beşiktaş JK de la Süper Lig. L'estadi s'alça on s'erigia l'antic Estadi BJK İnönü, construït en 1939 i demolit a mitjan 2013. La seua capacitat arriba als 41.903 espectadors.
Rep el nom de Vodafone Arena per motius de patrocini, després que la companyia de telecomunicacions Vodafone adquirira els drets l'ús del nom de l'estadi per un lapse de quinze anys per un total de 145 milions de dòlars.
L'estadi està situat en la ribera europea del Bòsfor, prop a edificis històrics d'arquitectura otomana com el Palau de Dolmabahçe, la Torre del Rellotge Dolmabahçe i la Mesquita de Dolmabahçe.
L'estadi va ser inaugurat l'11 d'abril de 2016 en una cerimònia a la qual va assistir entre altres el president de la república Recep Tayyip Erdogan i el primer ministre Ahmet Davutoğlu. Posteriorment es va disputar el primer partit oficial en l'estadi entre el quadre local Besiktas JK i el Bursaspor, amb triomf del primer per 3-2. El primer gol va ser anotat pel davanter alemany del Besiktas Mario Gómez.